# 田井川 (田井ノ浜)
田井川（たいがわ）は、徳島県海部郡美波町を流れる二級河川である。

## 地理
海部郡美波町の水源より同町の田井地区を南流し太平洋（田井の浜）に注ぐ。流域には田井遺跡があり、徳島県下唯一のハマボウの群生地が田井川の川尻に存在し、およそ300本のハマボウが自生する。

## 流域の主な施設
- 日和佐道路
- 田井ノ浜海水浴場

## 流域の自治体
徳島県
海部郡美波町